# Mustafa Suleyman
Mustafa Suleyman, né le 1er août 1984 en Syrie, est un chercheur et entrepreneur britannique en intelligence artificielle (IA). Il cofonde DeepMind (une entreprise d'IA depuis rachetée par Google), et y travaille en tant que responsable de l'IA appliquée. Il est actuellement le dirigeant de Inflection AI, qu'il a cofondé en 2022.

## Jeunesse
Le père de Suleyman est un chauffeur de taxi né en Syrie et sa mère est une infirmière anglaise.
Suleyman grandit à Londres, où il vit avec ses parents et ses deux frères. Il étudie à l'école primaire Thornhill, puis à l'école Queen Elizabeth à Barnet. À cette époque, il rencontre Demis Hassabis par l'intermédiaire de son meilleur ami, le frère cadet de Demis. Suleyman raconte que Hassabis et lui discutaient de la manière de changer le monde.

## Carrière
À 19 ans, Suleyman abandonne le Mansfield College d'Oxford pour cofonder avec son ami Mohammed Mamdani la Muslim Youth Helpline, un service de conseil téléphonique. L'organisation deviendra plus tard l'un des plus grands services de soutien en santé mentale pour les musulmans au Royaume-Uni.
Suleyman travaille ensuite comme responsable des politiques sur les droits de l'homme pour Ken Livingstone, le maire de Londres, avant d'aider le démarrage de Reos Partners, un cabinet de conseil. En tant que négociateur et facilitateur, Mustafa travaille pour un large éventail de clients tels que les Nations Unies, le gouvernement néerlandais et le WWF,.

### DeepMind
Suleyman cofonde DeepMind Technologies, une entreprise d'intelligence artificielle (IA) et y travaille comme responsable de produit. DeepMind Technologies est ensuite rachetée par Google en 2014 pour 400 millions de livres et il y devient responsable de l'IA appliquée. L'entreprise est connue sous le nom de "Google DeepMind" depuis la fusion avec Google Brain en 2023.
En 2016, Suleyman dirige un effort pour appliquer les algorithmes d'apprentissage automatique de DeepMind à la réduction de l'énergie nécessaire pour refroidir les centres de données de Google. Cette optimisation des moyens de refroidissement permet de réduire de 40% l'énergie utilisée pour le refroidissement, ce qui représente un gain de 15% sur l'efficacité énergétique globale des bâtiments,. De 2016 à 2019, Suleyman dirige aussi DeepMind Health, qui vise à utiliser l'IA pour mieux diagnostiquer les maladies,.
En août 2019, Suleyman est placé en congé administratif à la suite d'allégations d'intimidation d'employés. En décembre 2019, Suleyman annonce quitter DeepMind pour rejoindre Google et travailler sur les « opportunités et les effets des technologies d'IA appliquée ».

### Inflection AI
En 2022, Suleyman quitte Google et s'associe avec Reid Hoffman et Karén Simonyan pour fonder Inflection AI, une startup d'intelligence-artificielle. Le premier produit d'inflection AI, un agent conversationnel nommé "Pi", est conçu pour être plus empathique et personnalisé que des alternatives comme ChatGPT. Suleyman raconte avoir cherché un juste milieu entre l'humour et la créativité d'un côté, et le politiquement correct de l'autre.

### Éthique de l'IA
Suleyman occupe une place importante dans le débat sur l'éthique de l'IA et a insisté sur la nécessité pour les entreprises, les gouvernements et la société civile de s'associer pour tenir les technologues responsables des impacts de leur travail. Au sein de DeepMind, il a créé une unité de recherche appelée DeepMind Ethics & Society pour étudier les impacts réels de l'IA et aider les technologues à mettre l'éthique en pratique.
Suleyman est également cofondateur et coprésident du Partenariat sur l'IA, un consortium visant une utilisation plus responsable de l'IA.

## Publications
- 2023 : La déferlante : Intelligence artificielle, pouvoir : le dilemme majeur du XXIe siècle, écrit avec Michael Bhaskar, Éditions Fayard